# 에폭사이드

일반적인 에폭사이드.

에폭사이드(영어: epoxide)는 3원환을 이루는 옥시드를 가리킨다. 다시 말해 탄소-산소-탄소가 환상으로 결합한 화합물이나 그 부위를 가리킨다(관능기). 에폭사이드는 기술적으로 에터로 분류되지만, 그들의 예외적인 화학적 반응성이 다른 에터와 비교되기 때문에 분리하여 논의된다. 간단한 에폭사이드는 모체 에폭사이드인 옥시란(oxirane)의 유도체로서 명명된다. 에폭사이드가 다른 고리계의 한 부분인 경우 접두사 epoxy를 사용하여 명명한다. 에폭사이드의 관용명은 그 에폭사이드로 유도된 알켄의 이름을 주고, 이어서 "oxide"란 단어를 붙여 명명되며, 한 예로 cis-2-butene oxide가 있다.

## 합성
에폭시드는 다음의 과정으로 합성한다.
7 H2C=CH2 + 6 O2 → 6 C2H4O + 2 CO2 + 2 H2O

### 에틸렌 옥시드
산업적 규모에서 합성되는 몇개의 에폭사이드 중 하나인 ethylene oxide는 ethylene과 공기(또는 산소)의 혼합물을 은 촉매에 통과시킴으로써 제조된다. 이 방법은 다른 저분자량의 알켄에 적용되지는 않는다.

oxirane(Ethylene oxide

### 할로하이드린의 내부 친핵성 치환 반응
알켄으로부터 에폭사이드의 제조를 위한 하나의 방법은 (1)알켄을 물에서 염소나 브로민으로 처리하여 chlorohydrin이나 bromohydrin을 생성하고, 이어서 (2)Cl-의 분자내 치환이 일어나도록 halohydrin을 염기로 처리하는 것이다. 이러한 단계들에 의해서 propene이 먼저 1-choloro-2-propanol으로 전환된 다음 methyloxirane(propylene oxide)이 된다.

## 같이 보기
- 코레이-차우코프스키 반응

## 참고 문헌
- Brown, 《브라운의 유기화학》, 사이플러스, 제 5판[쪽 번호 필요]